# 独孤求敗
独孤求敗（どっこ きゅうはい、繁體字：獨孤求敗、簡体字: 独孤求败、拼音: Dúgū Qiúbài）は、金庸の『秘曲 笑傲江湖』などの複数の武俠小説に登場する架空の武術家。その生涯はほとんど謎に包まれており、本名も不明。ただ、江湖で無敵を誇り、自分を打ち負かすことができる相手を求めていたことから「求敗」と名乗ったという。直接登場した作品はないが、作中では人づてに常軌を逸した伝説的な強さが語られている。以下、作品ごとに語られた内容を記述するが、伝聞情報がほとんどであり、真実かどうかは不明。

## 作中での扱い

### 神鵰剣俠
作中では既に故人。倒すべき相手がいなくなり、巨大な鵰とともに隠棲していた。隠居後は大鵰に武術を教えていたらしく、楊過はその大鵰から間接的に独孤求敗の武術を習得した。発見された遺書によると、誰も自分にかなう敵がいないという、最強ゆえの苦悩が書かれていた。ただ、楊過は剣譜（剣の秘伝書のようなもの）などは発見できておらず、また「独孤九剣」についての記述もない。
彼の遺品であり、のちに楊過が使った、玄鉄剣は非常に重いことからかなりの膂力があったと想像される。なお、この玄鉄剣は一種のレアメタル（隕鉄）で作られており、独孤求敗がいかにしてこの金属を集めたかは不明。
遺書によれば、30歳の時義人を傷つけてしまい、そのときの名剣を惜しむことなく谷に捨てたとのこと。そして40歳ころまえ玄鉄剣を使い始め、それをすぎると木刀、石、草などですら利剣として仕える武功を身に付ける。最終的には「無剣が有剣に勝つ」という境地に到達したとのこと。

### 秘曲 笑傲江湖
令狐冲が独孤九剣を習得する際、大師叔（二世代上の師匠の弟弟子）である風清揚から独孤求敗の話を聞かされる。話の内容は独孤求敗の常軌を逸した強さを示すエピソードはあるが、具体的な生涯については語られなかった。また、華山派の武術家である風清揚がどのようなルートで独孤九剣を身に付けたのかは不明である。

### その他
『鹿鼎記』において、過去の達人の一人として名前のみ挙げられている。少なくとも、金庸武俠小説の世界において、清代まで独孤求敗の強さは武林で語り継がれているようである。
金庸自身が執筆した作品ではないが、ウォン・カーウァイ監督の映画『楽園の瑕』（『射鵰英雄伝』の外伝的作品）においてブリジット・リンが独孤求敗を演じている。ただ、金庸は独孤求敗に女性的なイメージを持っていなかったようである。また、中国では金庸の作品をテーマにしたテレビゲームなどでは隠しキャラクターとして登場することもある。

## 武功
風清揚によれば、「生涯でただ一度でもいいから敗北することを願い、ついにそれが叶わなかった」とのこと。また、独孤九剣には、一切の守りの手が存在しない。これは、「攻撃こそ最大の防御」という考えのもと、独孤九剣を使えば守りに徹する必要がないため。また、独孤求敗自身は一手たりとも防御する必要がなかった、むしろそんな相手がいれば大喜びしただろう、と常軌を逸した伝説が残されている。
神鵰が楊過に対し、増水して生命の危険すらある激流の中で剣を振るうという強靭な筋肉と内力がなければできない修行をさせていたことから、独孤求敗自身の内力なども相当に高いレベルであったと考えられる。
独孤九剣（どくこきゅうけん）
独孤求敗が開発したという剣法。一応、9つの技があることになっており、1つ習得するたびに技が融合し合い、威力を増す。しかし、最大の秘訣は「型なしで型ありに勝つ」。型がある場合、相手がこれを打ち破る型を習得していれば勝つことができなくなるが、型でなく無造作に出した手であれば、そもそもこれを打ち破る型は存在しないため、破りようがない。
弱点としては、相手の破綻、隙を見つけて攻撃する剣法であるため、暗闇など視界の利かない環境で戦う場合、その威力を発揮できないこと。ただしこれは令狐冲の弱点であって、独孤求敗も同じ弱点を抱えていたかどうかは不明。というのも、内力が強い人間であれば五感は鋭くなり、また達人であれば目が見えなくても聴力を活かして戦うことが可能になったりするためである。
以下がその内容なのだが、下にいくほど習得は困難を極める。

総訣式（そうけつしき）基本となる技。これ一つで360とおりの変化があり、一つでも間違うと以下の技は使えない。
破剣式（はけんしき）　各流派の剣術を打ち破る技。
破刀式（はとうしき）　単刀、柳葉刀など刀を使う相手を倒すための技。
破槍式（はそうしき）　槍、禅杖など長兵器を破るための技。
破鞭式（はべんしき）　鋼鞭、匕首、斧など短兵器を破るための技。
破索式（はさくしき）　軟鞭、三節棍など軟兵器を破るための技。
破掌式（はしょうしき）掌法、擒拿法など素手での格闘技を破るための技。前の6式より習得は難しい。しかも令狐冲は掌法が特に苦手だったため、満足に習得出来なかった。
破箭式（はせんしき）　全ての飛び道具を叩き落とす、あるいは打ち返す技。聴覚を鍛えねばならないため、習得は難しい。
破気式（はきしき）　　最上の内功を身に付けた相手を倒すための技。最後だけあって難しすぎるため、令狐冲は修行方法を習っただけにとどまる。作中では風清揚から口伝される。